# Peter Krutý
Peter Krutý (* 5. března 1984) je slovenský fotbalový záložník, momentálně hrající za rakouský SV Eintracht Pulkautal.

## Kariéra
Ačkoliv pochází ze Žiliny, začínal s fotbalem v TJ Horný Hričov. V roce 1996 přestoupil do ŠK Lietavská Lúčka a zde si ho v roce 1998 vyhlédla MŠK Žilina, kam odešel na hostování. Protože mu v Žilině včas nenabídli profesionální smlouvu, přestoupil v roce 2002 do FK Viktoria Žižkov, kde byl v té době manažerem Ivan Horník a trenérem Zdeněk Ščasný. Na Žižkov přišel v době, kdy mu jen těsně unikl titul. V létě pak Ščasného nahradil Vítězslav Lavička a Krutý se probojoval do "A" týmu. Premiéry v Gambrinus lize se dočkal už v srpnu, v září si pak zahrál v 1. kole Poháru UEFA proti Glasgow Rangers (nastoupil i předkolo proti sanmarinskému F.C. Domagnano a 2. kolo proti španělskému Realu Betis Sevilla). Od zimy 2003, kdy se uzdravil Tomáš Oravec, nastupoval převážně za béčko. V roce 2003 odešel na hostování do ŠK Slovan Bratislava, který na tom byl ovšem špatně a proto ho Horník brzy stáhl zpátky. V zimě 2004 odešel na půlroční hostování do druholigových FK AS Pardubice. Jenže po návratu na Žižkov tým sestoupil, navíc dostal trest za korupci a návrat se nepodařil. Nové vedení poslalo Krutého na hostování zpět do Pardubic, které se po půl roce změnilo v přestup. V létě 2006 se ovšem klub přestěhoval do Sokolova a ve stejnou dobu přišla nabídka z HFK Olomouc, kam Krutý nakonec zamířil. Tady vydržel do zimy 2009, kdy s ním v té době už třetiligová 1. HFK Olomouc přestala počítat. Přestoupil proto do Jihlavy, kde si brzo vybojoval místo v sestavě. S příchodem trenéra Romana Pivarníka však ze sestavy vypadl a vedení s ním v zimě 2012 rozvázalo smlouvu. Z Jihlavy tedy zamířil do Rakouska, do týmu ATSV Ober-Grafendorf, který hraje regionální ligu. Tady vydržel půl roku a v červenci spolu s Martinem Pulkertem přestoupil do SCU Kilb.
Prošel reprezentačními výběry Slovenska U15 až U20, kde si zahrál i s Filipem Hološkem, Filipem Šebem či Martinem Škrtelem.